# Municipio de Watervliet
El municipio de Watervliet (en inglés: Watervliet Township) es un municipio ubicado en el condado de Berrien en el estado estadounidense de Míchigan. En el año 2010 tenía una población de 3102 habitantes y una densidad poblacional de 82,68 personas por km².

## Geografía
El municipio de Watervliet se encuentra ubicado en las coordenadas 42°12′0″N 86°14′56″O / 42.20000, -86.24889. Según la Oficina del Censo de los Estados Unidos, el municipio tiene una superficie total de 37.52 km², de la cual 34,89 km² corresponden a tierra firme y (6,99 %) 2,62 km² es agua.

## Demografía
Según el censo de 2010, había 3102 personas residiendo en el municipio de Watervliet. La densidad de población era de 82,68 hab./km². De los 3102 habitantes, el municipio de Watervliet estaba compuesto por el 90,75 % blancos, el 2,13 % eran afroamericanos, el 0,9 % eran amerindios, el 0,71 % eran asiáticos, el 2,71 % eran de otras razas y el 2,8 % eran de una mezcla de razas. Del total de la población el 5,32 % eran hispanos o latinos de cualquier raza.